# 島原鉄道トラ700形客車
島原鉄道トラ700形客車（しまばらてつどうトラ700がたきゃくしゃ）は、かつて島原鉄道が使用していたトロッコ列車用の客車である。
廃車後は平成筑豊鉄道に譲渡されてトラ70000形として使用されており、本項では譲渡後の形態についても記述する。

## 概要
1990年（平成2年）11月に発生した雲仙普賢岳の土石流災害により島原鉄道線は島原外港駅 - 深江駅間が長期運休となっていたが、1997年（平成9年）4月に新線経由で運転が再開できる見通しとなったことから、再開を記念し、島原復興の願いも込めたトロッコ列車の運転が計画された。これに向け、1997年にトラ70000形貨車2両を改造して本形式が製作された。種車はどちらも1967年製である。
落成後は「島鉄ハッピートレイン号」として運転されたが、同列車は2008年限りで運行を終了し、2両とも平成筑豊鉄道に譲渡された。

## 車体
元が無蓋車のため車体は新製されており、高さ825mmの壁と転落防止用の保護棒、業務用の扉が設置された。車体外部は黄色に塗装され、天草四郎、多比良ガネ、フグ、コイ、島原城などのイラストが描かれた。
車内には4人掛け・幅260mmのテーブル付ボックスシート10組と2人掛け席4組が点対照に配置され、天井には扇風機3台が取り付けられている。放送用のマイクとスピーカーにより、牽引用の気動車との間で相互に放送を行うこともできた。また妻部には貫通路があり、編成内で行き来ができた。
乗客が偏って乗車しても軸重のバランスが崩れないよう、約3 tの死重が積まれた。気動車2両に挟まれて運転されるため、気動車と同等のジャンパ連結器、元空気溜引き通しが追設された。
- トラ70942・73938→トラ701・702

## 運用
島原鉄道線全線でトロッコ列車「島鉄ハッピートレイン号」として運用された。気動車（当初はキハ20 2002・2017、2001年からはキハ20 2011とキハ2500形）2両に挟まれる形で運転され、牽引するキハ20形の車体外部塗装がトロッコ列車用として変更されていた。
しかし、同列車は2008年3月31日に島原外港駅 - 加津佐駅間が廃止されるのにあわせて運転が取りやめられ退役。当時門司港レトロ観光線の運行を計画していた平成筑豊鉄道が購入を申し出た為、同年10月31日付で2両とも同社に譲渡された。

## 平成筑豊鉄道への譲渡
同社での形式はトラ70000形となった。

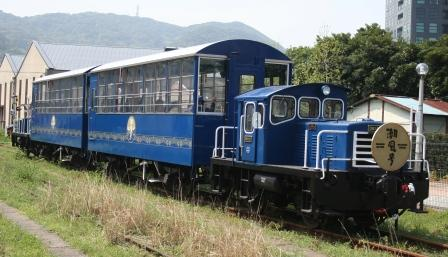
平成筑豊鉄道に譲渡後

同社での運行にあたっては、機関車による牽引となることから乗降用の折戸を海側に新設し、雨天時にも使用できるよう窓が取り付けられた。また、トラ702には車椅子スペースも設けられた。
2009年4月26日に「潮風号」として運転を開始し、門司港レトロ観光線で運用されている。

### 書籍
- 『国鉄車両一覧』ジェイティービー、1986年。ISBN 4533044468。

### 雑誌記事
- 『鉄道ピクトリアル』通巻644号「新車年鑑1997年版」（1997年10月・電気車研究会）
  - 藤井 信夫、大幡 哲海、岸上 明彦「各社別車両情勢」 pp. 86-101
  - 島原鉄道（株）鉄道部鉄道課 堀 安浩、飯塚 克巳「島原鉄道 トラ700形「島鉄ハッピートレイン号」」 pp. 137
  - 「民鉄車両諸元表」 pp. 174-176
  - 「1996年度車両動向」 pp. 176-186

- 『鉄道ピクトリアル』通巻708号「新車年鑑2001年版」（2001年10月・電気車研究会）
  - 藤井 信夫、大幡 哲海、岸上 明彦「各社別車両情勢」 pp. 93-109

- 『鉄道ピクトリアル』通巻810号「鉄道車両年鑑2008年版」（2008年10月・電気車研究会）
  - 岸上 明彦「2007年度民鉄車両動向」 pp. 122-151

- 『鉄道ピクトリアル』通巻825号「鉄道車両年鑑2009年版」（2009年10月・電気車研究会）
  - 「各社別新造・改造・廃車一覧」 pp. 222-235

- 『鉄道ピクトリアル』通巻840号「鉄道車両年鑑2010年版」（2010年10月・電気車研究会）
  - 「注目のNew Face 2009年度 民鉄車両編」 pp. 15-20